# Vivre... (album de Kendji Girac)
Albums de Kendji Girac
L'École de la vie
(2022)
Singles
1. Si seulement...[1]
Sortie : 30 août 2024
2. J'ai changé[2]
Sortie : 10 décembre 2024

Vivre... est le sixième album studio du chanteur français Kendji Girac sorti le 4 octobre 2024 chez Universal Music France,.

## Promotion
Cinq mois après la tentative de suicide du chanteur, celui-ci annonce la sortie d'un nouvel album et d'une nouvelle tournée en 2025 pour fêter ses dix ans de carrière et renouer avec son public.

## Liste des pistes
| 1.  | Si seulement... | Vianney                    | Renaud Rebillaud, Vianney     | 2:57 |
| 2.  | Je te salue     | Ycare                      | Renaud Rebillaud              | 3:08 |
| 3.  | Soy Lo Que Soy  | Vianney                    | Renaud Rebillaud              | 2:30 |
| 4.  | Savoir dire     | Vianney                    | Renaud Rebillaud, Vianney     | 3:05 |
| 5.  | J'ai changé     | Vianney                    | Renaud Rebillaud, Vianney     | 3:07 |
| 6.  | Camila          | Vianney                    | Renaud Rebillaud, Vianney     | 2:34 |
| 7.  | Le choix        | Vianney                    | Renaud Rebillaud, Vianney     | 2:48 |
| 8.  | Comme avant     | Emma Peters                | Renaud Rebillaud, Emma Peters | 3:16 |
| 9.  | Pourquoi        | Louane                     | P3GASE                        | 3:09 |
| 10. | Papa            | Tony Patchai Reyes         |                               | 3:41 |
| 11. | Chiribi         | Lucía Graves, Ramón Farran | Ramón Farran                  | 3:40 |

| 1. | Amor de Mis Amores               |  |  |  |
| 2. | Si seulement... (Piano / voix)   |  |  |  |
| 3. | Si seulement... (Guitare / voix) |  |  |  |
| 4. | Comme avant (Guitare / voix)     |  |  |  |
| 5. | J'ai changé (Guitare / voix)     |  |  |  |
| 6. | Pourquoi (Piano / voix)          |  |  |  |

## Clips vidéos
- Si seulement... : 18 septembre 2024[6]
- J'ai changé : 15 janvier 2025[7]

## Titres certifiés en France
- Si seulement...  Platine[8]

## Certifications et classements

### Classements
| Classement (2024)            | Meilleure position |
| ---------------------------- | ------------------ |
| Belgique (Wallonie Ultratop) | 3                  |
| France (SNEP)                | 4                  |
| Suisse (Schweizer Hitparade) | 14                 |

### Certifications et ventes
| Région        | Certification | Ventes/Streams |
| ------------- | ------------- | -------------- |
| France (SNEP) | Platine       | 100 000        |